# منتخب جيبوتي لكرة القدم للسيدات
منتخب جيبوتي لكرة القدم للسيدات (بالفرنسية: Équipe de Djibouti féminine de football)‏ هو ممثل جيبوتي الرسمي في المنافسات الدولية في كرة القدم للسيدات، يديريه اتحاد جيبوتي لكرة القدم.